# Bartolomeo Bezzi Castellini
Bartolomeo Bezzi Castellini (Forlì, 27 febbraio 1820 – Ravenna, 21 marzo 1898) è stato un militare e patriota italiano.

## Biografia
La famiglia Castellini, forlivese, antichissima per nobiltà, diede membri al Consiglio della Città, al Numero dei Novanta Pacifici, alla Chiesa e alle armi. Il conte Sigismondo Castellini (deceduto a Forlì nel 1851), sposato con Francesca Pentivoli, non aveva figli e pertanto chiamò a sé, a Forlì, il nipote conte Lodovico Bezzi Scala da Ravenna (nacque a Ravenna il 26 agosto 1794 e morì a Forlì il 2 ottobre 1875) e lo lasciò unico erede del suo consistente patrimonio, compreso il palazzo Castellini in piazza Maggiore (poi piazza Vittorio Emanuele II e oggi piazza Aurelio Saffi); nel palazzo venivano conservati quadri rappresentanti membri della famiglia, alcuni preziosi fiamminghi ed altri di scuola del Cignali.
Un secondo palazzo, sempre Castellini, si trovava in piazza del Duomo, più alcune proprietà terriere.
Il conte Lodovico sposò la contessa Orsola Mangelli e dall'unione, il 27 febbraio 1820, nacque Bartolomeo. Questi, spirito intraprendente e avventuroso, seguì le tradizioni dei due casati Castellini-Mangelli e si dedicò completamente alle imprese di guerra dell'Italia risorgimentale.
Partecipò alle campagne del 1848, 1849-'50, 1860-'61 coi gradi di brigadiere dei "Cacciatori a cavallo", maresciallo del 1º reggimento cavalleria, sottotenente del 1º reggimento cacciatori.
Nel 1860, col grado di capitano, ebbe il comando di una compagnia del 4º reggimento fanteria, che condusse da prode, nelle Marche, alla presa di Monte Pelago e di Monte Pulito; per questo gli veniva conferita la medaglia d'argento al valor militare.
In una data imprecisata, comunque prima del 1860, Bartolomeo si sposò con Caterina Casagrande Danesi. Il 23 febbraio 1862, a Carpineti, nacque Attilio.
Nella terza guerra di indipendenza del 1866 abbandonò l'esercito regio e si arruolò nel Corpo Volontari Italiani di Giuseppe Garibaldi. Fu nominato capitano comandante la 3ª compagnia volontari del 2º Reggimento Volontari Italiani comandato dal tenente colonnello Pietro Spinazzi. Combatté con coraggio e abilità, tanto che Garibaldi, nelle sue Memorie, lo citò nella resa del forte d'Ampola e nella battaglia di Bezzecca del 21 luglio, ove si distinse al comando della sua compagnia, guadagnando da Vittorio Emanuele II la seconda medaglia d'argento al valor militare perché:“ferito dopo aver condotto la sua compagnia nel combattimento”.
Anche il suo sottotenente Lorenzo Salari in quell'occasione fu decorato con una menzione onorevole al valor militare in quanto: “Ferito il capitano Castellini, prese il comando della compagnia durante il resto del combattimento e lo esercitò con intelligenza e sangue freddo”.
Terminata la guerra Bartolomeo Bezzi Scala Castellini ritornò a Forlì il 19 agosto 1866.
Servì poi in diversi periodi nell'esercito regolare, raggiungendo il grado di maggiore della riserva. Successivamente, il 1º maggio del 1881, tutta la famiglia emigrò a Bologna. Il conte Bartolomeo morì a Sant'Alberto di Ravenna il 21 marzo del 1898.